# Magnus Erikssons landslag

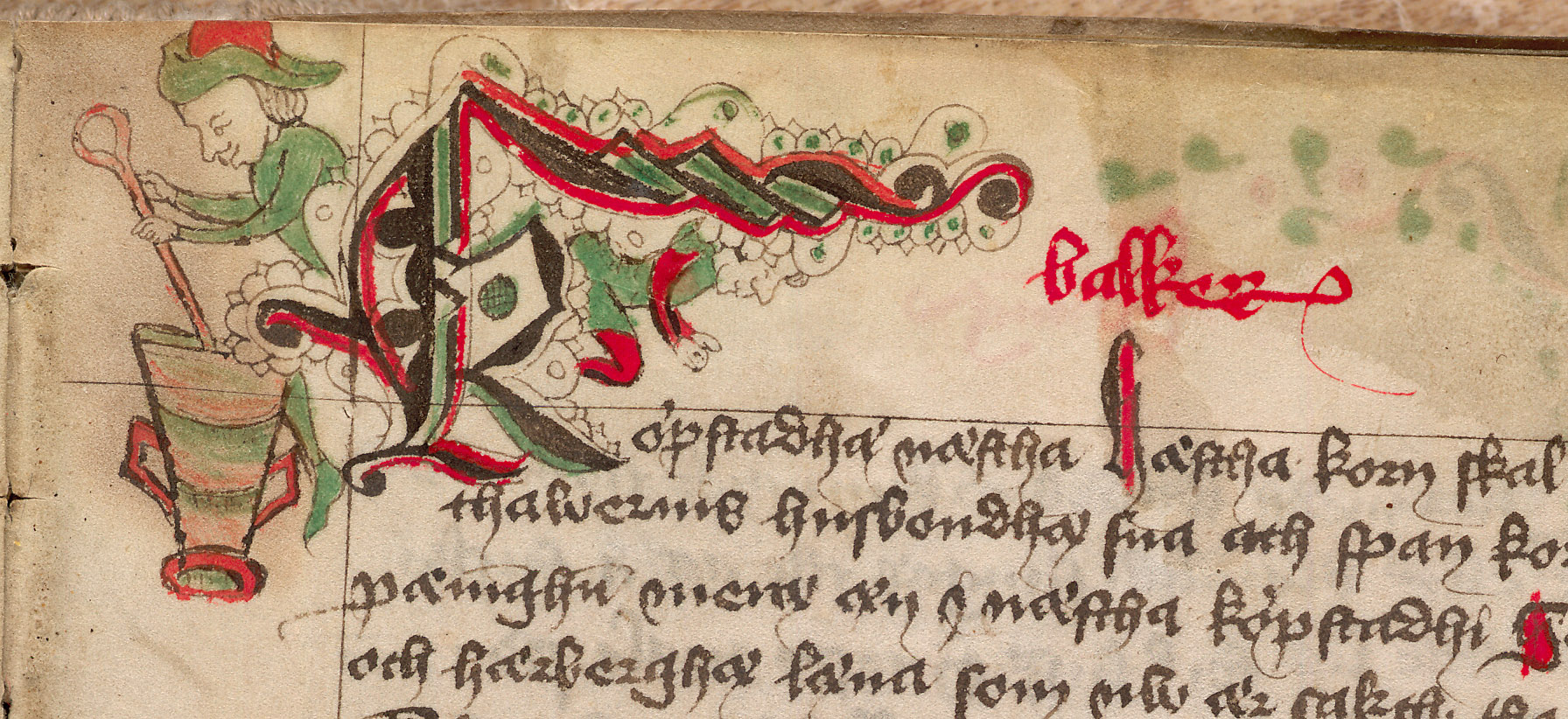
Detalj ur handskrift från 1400-talet.

Magnus Erikssons landslag är Sveriges första riksomfattande lagsamling och trädde i kraft på 1350-talet. Konungabalken är en ofta citerad del av landslagen. 

## Bakgrund
Före 1300-talet var landskapen de styrande vad gällde lagstiftning och hade sina egna landskapslagar. Under tiden närmast före 1350 blev även städernas egna lagar allt viktigare. En stark önskan att inordna hela riket under samma lagar blev allt tydligare och det blev Magnus Eriksson som genomförde det hela. 
Under sin regering utfärdade Magnus ett stort antal stadgar, vilka bland annat avskaffade träldomen, försökte förhindra våldgästning och avgränsa den kungliga domsrätten. Tillsammans med valda delar av landskapslagarna kom dessa stadgar att utgöra stommen i den landslag som utarbetades på Magnus order.

## Konungabalken
Konungabalken i landskapslagen blir ofta uppmärksammad. Den stadgar att kungen ska företa en eriksgata, och väljas med kungaval. Detta anses ha haft betydelse för riksdagens uppkomst. 
Efter att ha blivit vald skulle kungen, enligt balken, avlägga konungaeden:
| ” | Att han skall älska Gud och den heliga kyrkan och styrka hennes rätt; att han skall all rättvisa och sanning styrka, älska och bevara men all vrångvisa och osanning och all orätt nedtrycka både med rätt och konungslig makt sin; att han skall ingen fördärva till liv eller lem, utan att denne är lagligen överbevisad; att han skall rike sitt Sverike styra och råda över med inländske män och ej utländske; att konung äger leva av kronans gods och årliga laga utskylder av land sina och ingen ny pålaga å sitt land lägga utan på följande villkor: först att utländsk här vill land hans härja, eller att någon inländes sätter sig emot kronan m. m. I dylika fall skola biskop och lagman i varje landskap och sex av hovmän och sex av allmogen det sinsemellan [över]väga, vad hjälp allmogen må göra konung sin. | „ |

## Andra bestämmelser
Landslagen innehåller, precis som de äldre landskapslagarna, även avsnitt om äktenskap, arv, köp, egendomstvister, jakt och liknande – den delen av lagen vi nu kallar civilrätt – samt bestämmelser om mord, dråp, våld och stöld (dagens straffrätt). En mördare straffades genom att steglas (hans lemmar krossades med ett hjul), medan en kvinnlig mördare blev stenad. En man som levde i tvegifte halshöggs, och hans kvinnliga medbrottsling stenades. En mordbrännare som greps "med blåsande mun och brinnande brand" förlorade sin egendom, och, heter det "den skall å båle brinna, som bränt haver för bonden". En mordbrännare som inte greps på bar gärning men ändå blev dömd och inte kunde gälda skadan, kunde av vem som helst dräpas.
Seden med blodshämnd, som hade försvagats av Birger jarl, var nu förbjuden. Om den dödades arvinge själv dödade dråparen utan dom, så straffades han med böter.

## Handskrifter
Magnus Erikssons landslag är bevarad i ett 90-tal handskrifter. En av dessa, Kungliga bibliotekets handskrift B 172, har daterats till mitten av 1430-talet. Den fick namnet ”Kalmarhandskriften” efter sin förvaringsplats i gymnasiebiblioteket i Kalmar på 1800-talet, men döptes om till ”Codex Aboensis” (Åbo-handskriften) då man har framkastat att den tillkom i Finland. Den senaste forskningen har dock visat att handskriften är skriven av en till namnet okänd man, verksam i Stockholm under åren 1423–1436. Han skrev också flera brev som finns bevarade. Handskriftens beställare var Bengt Jönsson (Oxenstierna), riksrådet och sedermera lagmannen i Uppland. I början av 1500-talet var handskriften i Finland för att vid slutet av seklet åter hamna i Sverige hos släkten Bielke. Efter olika turer skänktes den 1827 till skolbiblioteket i Kalmar och 1884 kom den genom byte till Kungliga biblioteket.
Handskriften har blivit berömd för sin rika utsmyckning. Den hör till de få fornsvenska handskrifter som är illustrerade och ingen annan har ett sådant överflöd av illustrationer. På handskriftens alla sidor finns små bilder placerade kring initialerna, tecknade med bläck och färgsatta huvudsakligen med rött och grönt. De föreställer ansikten, vissa med porträttlik karaktär, samt olika scenerier. Scenerna är ofta realistiskt framställda med detaljer hämtade ur dåtidens vardagsliv – en kulturhistorisk skattkälla. Vissa bilder har textanknytning, andra är skämtsamma med fantasifigurer och blandväsen. Vi förs även in i fablernas värld, som på ett allegoriskt sätt illustrerar lagtextens innebörd, ibland med en stark samhällskritisk udd. Den okände bildkonstnären hade en enastående förmåga att illustrera texten med realistiska, ofta kärnfulla och drastiska bilder i litet format.